# Кунстхалле Меммингена
Кунстхалле в Меммингене (нем. MEWO Kunsthalle Memmingen) — художественная галерея в городе Мемминген (Верхняя Швабия), основанная в 2002 и открытая в ноябре 2005 года в здании «Старой почты» (Alte Post), построенном в 1901 году; имеет собственную коллекцию, основу которой составляет наследие художников Йозефа Мадленера (около 800 картин и более 2000 графических работ) и Макса Унольда; проводит временные выставки произведений современного искусства — фотографий, графических работ, рисунков и скульптур.

## История и описание

### История
Кунстхалле Меммингена находится в бывшем здании главного почтового отделения города рядом с вокзалом — в помещениях «Старой почты» (Alte Post), являющейся сегодня памятником архитектуры. Само здание в стиле позднего классицизма было построено в 1901 году специально для отделения «королевской почты» — в этом качестве оно использовалось до 1990 года. В 1990—1996 годах здесь находился окружной суд, поскольку его здание Хельхоф (Hellhof) находилось на реставрации. В период с 1999 по 2001 год здание временно использовалось как железнодорожный вокзал — поскольку соседнее основное здание вокзала перестраивалось.
В 2002 году местный строительный союз «Memminger Wohnungsbaugenossenschaft eG» (MEWO) приобрел старую почту и отремонтировал ее за сумму в более чем 4 миллиона евро. С тех пор MEWO предоставляет здание для кунстхалле — без взимания арендной платы. После дополнительных ремонтных работ, выставочный зал «MEWO Kunsthalle» был открыт 25 ноября 2005 года. В период с 2005 по 2011 год кунстхалле руководил историк литературы Йозеф Кирмайер-Дебре (Joseph Kiermeier-Debre, род. 1946); в ноябре 2012 года он передал управление искусствоведу Акселю Лаппу (род. 1966), которые модифицировал музейную концепцию — он увеличил число временных выставок, сделав каждую из них короче.

### Здание
Кирпичный фасад здания «структурирован» с помощью угловых ризалитов; с северной стороны к нему примыкает павильон, являвшийся каретником. Крытый атриум образует центр всего здания, на первом этаже которого находится вместительный конференц-зал; второй этаж представляет собой основную выставочную площадку, разделенную на несколько небольших помещений; здесь находятся и две комнаты, которые остались в своем первоначальном «почтовом» размере и оснащении. На третьем этаже находится графическое собрание («Графический кабинет», Grafikkabinett), выставочная площадь которого была значительно увеличена за счет установки системы выдвижных ящиков.

### Деятельность
Кунстхалле открылся выставкой, посвященной творчеству местного уроженца, художника Йозефа Мадленера (1881—1967). Каждый год на Рождество его самые известные работы с рождественскими мотивами появляются в залах музея. Кунстхалле проводит временные выставки фотографии, типографики, графики, рисунков и скульптур; киноискусство также было среди тем экспозиций. Около 800 картин и более 2000 графических работ из поместья Мадленера находятся в фондах MEWO Kunsthalle. Само поместье перешло в собственность города в 1997 году; в 2008—2009 годах картины Мадленера были показаны на ретроспективной выставке — в дополнение к ежегодной рождественской. Представитель социального реализма, художник Макс Унольд (Max Unold, 1885—1964) представлен в музейном собрании семью десятками своих картин и почти тысячей графических работ.
Графическое собрание музея представляет собой фонд из графических работ, созданных в период с XVIII по XX век. К ним относятся коллекции художников-графиков Иоганна Готтлиба Престеля (1739—1808), его жены Марии Катарины Престел и Вольфганга Ниснера (Wolfgang Niesner, 1925—1994). Фонд «Vereinigten Stipendienstiftungen Memmingen» получил «коллекцию Престель» (Sammlung Prestel) от пары коллекционеров Вальтера и Хильдегарда Престеля в 2003 году. Она состоит из более чем 150 гравюр, офортов и рисунков. Работы Ниснера стали частью музейного собрания в 2005 году — они были одолжены у его вдовы.